# Lounis Ait Menguellet
Lounis Aït Menguellet (Ighil Bouammas, 17 gennaio 1950) è un cantante e poeta berbero con cittadinanza algerina.
Proviene da un piccolo villaggio appollaiato sui monti del Djurdjura, nelle vicinanze di Tizi Ouzou in Alta Cabilia.
Lounis Aït Menguellet è indubbiamente uno degli artisti più popolari e più avvincenti della canzone cabila contemporanea, un poeta che è diventato il simbolo della rivendicazione identitaria berbera. A proposito degli avvenimenti che hanno scosso la Cabilia negli ultimi anni, egli dice che, fedele a se stessa, la regione è un bastione della contestazione e che è sempre stata all'avanguardia delle lotte. «Io parlo della Cabilia a modo mio, per apportare qualcosa che faccia progredire le cose», affrettandosi peraltro a chiarire che lui non fa mai politica.
La carriera di Lounis Aït Menguellet può essere divisa in due parti, a seconda delle tematiche trattate: la prima, più sentimentale, degli inizi, in cui le canzoni sono più brevi, e la seconda, più politica e filosofica, caratterizzata da canzoni più lunghe e che richiedono un'interpretazione e una lettura più approfondita dei testi. Ahkim ur nsaa ara ahkim (Governo senza governo), Idul sanga a nruh (Lungo è il cammino che ci aspetta), Nekni s warach n ldzayer (Nous, les enfants figli dell'Algeria): Aït Menguellet sceglie deliberatamente nei suoi concerti recenti di cantare queste poesie più lunghe e articolate, come un invito, lanciato al suo pubblico, a una riflessione e a una scoperta.
Presentando alla stampa il suo ultimo album, il 16 gennaio 2005, la vigilia dell'uscita, che ha coinciso con il suo cinquantesimo compleanno, alla Casa della Cultura di Tizi Ouzou, Lounis ha fatto presente che «l'artista non fa che attirare l'attenzione della gente sul proprio vissuto facendo appello alla loro coscienza. Già questo è una missione e non mi ritengo in grado di apportare io le soluzioni ai problemi». Inasprito dalla situazione sociale e politica del suo paese lacerato, Lounis attinge sempre meno, nel suo repertorio, alle canzoni sentimentali che hanno caratterizzato i suoi inizi.

## Biografia

### Un'infanzia marcata dalla guerra d'indipendenza
Ultimogenito di una famiglia di sei figli (ha tre sorelle e due fratelli), Lounis Aït Menguellet è nato nel villaggio di Ighil Bouammas, nei pressi di Tizi Ouzou in Cabilia il 17 gennaio 1950, poco più di quattro anni prima dello scoppio dell'insurrezione che doveva portare, dopo otto anni di guerra senza quartiere, all'indipendenza del suo paese.
Ha vissuto un'infanzia difficile, diviso tra la sua regione natale e Algeri, dove ha risieduto per qualche tempo ospitato dai fratelli Smail e Ahmed. I suoi genitori svolgevano attività di commercianti. «La mia famiglia aveva come tradizione il commercio. Avevamo una sorta di azienda agricola e dei magazzini nelle ragione di Orano, a Rahouia. Gli uomini della famiglia vi si recavano a turno per badare agli affari. Le donne e i bambini restavano in Cabilia». Alla scuola del suo villaggio fece appena in tempo a cominciare le elementari: «L'ho frequentata per un anno, prima che la scuola fosse distrutta, incendiata dai Mujahidin ».
E come ha proseguito? «È stato un po' complicato. Ho cercato di riprendere gli studi al villaggio, e ho frequentato ancora qualche anno prima dell'indipendenza. Poi, dopo il 1962, sono partito con i fratelli diretto ad Algeri, dove ho ripreso i corsi d scuola primaria in una scuola ai "Champs de Manœuvres", e da qui, sono finito all'avviamento professionale, che ho frequentato per tre anni».
Nel corso dell'ultimo anno, Lounis dovette abbandonare tutto in seguito alla morte, in un incidente stradale, del fratello maggiore, giovane commissario di polizia ad Algeri, che badava al suo sostentamento e si prendeva cura di lui dopo che il padre era partito per Orano.
Per quanto i suoi studi siano stati brevi e frammentari - ha seguito un corso di avviamento professionale di ebanisteria - gli hanno permesso di appassionarsi alla letteratura, grazie anche ad un professore di francese particolarmente capace di motivare gli allievi. Fu così che cominciò a scrivere poesie, che poi cantava nella pura tradizione orale della poesia berbera.
Costretto a lavorare per mantenersi, Lounis trovò un impiego come segretario distrettuale al ministero dei Lavori Pubblici. Ma parallelamente cominciò a dedicarsi sempre più alla canzone, senza pensare di diventare cantante di professione.

### Gli inizi da cantante
Gli inizi dell'attività di cantante risalgono agli anni intorno al 1968. Aveva solo diciott'anni quando ha creato con alcuni compagni il gruppo Imazighen. «Eravamo dei debuttanti, abbiamo girato molto animando concerti e feste un po' dappertutto in Cabilia. Ricordo bene il concerto che avevamo fatto a Tassaft. La sala era strapiena e ne serbo un eccellente ricordo. Era il nostro primo concerto di successo, ci ha davvero galvanizzati». Dei padri bianchi avevano messo a loro disposizione un locale per provare. E al primo piano dello stesso edificio, Mouloud Mammeri teneva dei corsi di lingua amazigh; è grazie a lui che Lounis ha imparato l'alfabeto tifinagh.
Già l'anno prima, nel 1967, suo cugino Ouahab lo aveva portato quasi di forza a subire l'inevitabile ma temutissimo passaggio alla trasmissione Nuova Ihafadhen della Radio II (in lingua cabila) che Chérif Kheddam, grande personaggio della modernizzazione della canzone cabila, consacrava alla scoperta dei « cantanti di domani». In quell'occasione cantò la sua prima canzone, composta nel 1966, all'età di sedici anni, in seguito alla sua prima delusione amorosa, Ma trud ula d nek kter ("Se tu piangi, io piango ancora di più"). Il giovanotto che era solito cantare tra amici al chiaro di luna di Ighil Bouammas, diventò così, in pochi mesi, un idolo che sconvolgeva i cuori. Era iniziata la sua carriera.
Questo cugino si occupava del gruppo, e svolgeva un po' le funzioni di manager. «Per la verità è lui che mi aveva spinto a partecipare. Col tempo, era come un manager per il gruppo, curava l'organizzazione dei concerti, del trasporto. È stato molto attivo con noi fino al 1970. Poi, io sono tornato al villaggio, gli altri si sono dispersi, e il gruppo ha finito per dissolversi. Ridendo e scherzando l'esperienza era comunque durata tre anni».
Tornato a casa a Ighil Bouammas, Lounis trovò un impiego come segretario presso la Kasma (sezione del partito) della regione, e si sposò. Dovette però lasciare il lavoro dopo solo pochi mesi per rispondere alla chiamata di leva. La sua prima figlia - in totale ha avuto sei figli - è venuta alla luce mentre lui seguiva ancora l'addestramento reclute a Blida, prima di trascorrere i suoi diciotto mesi di servizio militare a Costantina.
Fu in questo stesso periodo che Lounis iniziò veramente la sua attività di cantante. Sempre grazie al cugino Ouahab, che era entrato in contatto con un editore, Yahia L’hadi (a sua volta cantante famoso in arabo oranese), nel 1969 registrò a Orano quattro canzoni (tra cui la prima in assoluto, Ma trud ula d nek kter), per i suoi due primi 45 giri, usciti contemporaneamente.
Con l'aiuto di un amico, Kamel Hamadi, riesce a superare gli ostacoli imposti dalla vita militare per continuare a registrare: «Di fatto Kamel mi ha aiutato molto a sfondare. Venivo in licenza nei week-end, e lui mi prenotava in anticipo la sala d'incisione di Mahbou Bati a Algeri per poter registrare. All'epoca erano dei 45 giri. Poi io lasciavo il nastro con la registrazione a Kamel che cercava un editore e si occupava di tutto mentre io riprendevo il treno per Costantina la domenica sera».
Fu così che solo con molti mesi di ritardo seppe del successo ottenuto dal suo secondo hit, A Louiza, che con  Ma selber ("Se sragiono") assicura definitivamente la sua popolarità. «Non ne sapevo proprio nulla. Ero lontano, a Costantina, chiuso in una caserma…».

### Gli anni d'oro
Aït Menguellet era lungi dall'immaginare che si era incamminato verso una lunga carriera e che, in seguito, questo periodo degli inizi sarebbe stato definito «gli anni d'oro», titolo dato nel 1987 alla riedizione delle sue prime canzoni. A questo proposito, precisa con modestia: «Questo titolo io non ho mai avuto la pretesa di proporlo. È l'editore che lo ha usato senza neppure avvisarmi. Io non avrei mai osato. L'ho scoperto anch'io come tutti sulle copertine delle cassette ripubblicate. E così, se non va bene, io non ne sono responsabile, e se la gente trova che vada bene, io non ho alcun merito».
Fin dagli inizi si colloca in posizione di rottura rispetto alle orchestrazioni sovraccariche (in un modo secondo lui spesso inutile), della musica «berbera» dell'epoca. Il suo linguaggio è al tempo stesso poetico e rivendicativo. È divenuto un simbolo della musica amazigh, a tal punto che è stato spesso definito il Brassens cabilo.
Negli anni Settanta, si trasferisce per qualche tempo in Francia, dove si impone come una delle figure di spicco della canzone cabila nell'emigrazione. Si esibisce una prima volta all'Olympia nel 1978, fa il tutto esaurito allo Zénith di Parigi nel 1985, e riempie sempre gli stadi di Tizi Ouzou, di Béjaïa e la sala Atlas ad Algeri. A partire da questo periodo, comincia a diventere il simbolo della rivendicazione identitaria berbera che esprimeràin maniera éclatante un decennio dopo, quando lascerà da parte le canzoni sentimentali degli inizi per adottare uno stile più "filosofico", più politico, che andrà affermandosi con le canzoni fondatrici come Agu ("La nebbia"), Tibratin ("Lettere") e soprattutto Idaq wul ("Il cuore oppresso").
La gente si riconosce nel disagio sociale descritto da Aït Menguellet. I suoi testi contengono quella dose di sovversione che è necessaria per la presa di consapevolezza di un popolo che rivendica la propria identità. Lounis Aït Menguellet è n elemento di disturbo. Il 25 ottobre 1985, viene condannato a tre anni di prigione senza condizionale per «detenzione illegale di armi da caccia e da guerra» (era notoriamente un collezionista di armi usate durante la guerra di liberazione nazionale). Per tre mesi viene tenuto in isolamento. Nonostante i rovesci di fortuna e l'ingratitudine umana, resta sempre il più popolare dei cantanti cabili. E soprattutto il più denso e profondo. Infatti egli ha saputo conservare un perfetto equilibrio tra l'ispirazione e costituisce un momento forte della canzone algerina contemporanea.

### Il vecchio saggio ha detto
Dopo quasi quarant'anni di carriera e oltre 200 canzoni prodotte (lui stesso afferma di non essere in grado di dire il numero esatto) ed una notorietà ben affermata, Lounis Aït Menguellet è sempre rimasto  «quel fiero campagnolo», «quel montanaro dal carattere forte», che cerca di trascorrere giorni tramquilli nel suo villaggio di Ighil Bouammas. «La vita al villaggio non è così noiosa come si pensa. Il villaggio in cui si è nati presenta delle attrattive che gli altri non possono vedere. Il fatto di svegliarmi al mattino e rivedere sempre la stessa montagna da quando sono nato mi dà sempre qualcosa.»
Nel 2001 viene fatto oggetto di attacchi da parte di chi lo accusa di non prendere le distanze dalla istanze ufficiali del potere, che disprezza la cultura berbera e che si è macchiato della feroce repressione della primavera nera. A queste critiche risponde un paio d'anni dopo con la canzone Nedja-yawen amkan ("Vi lascio il posto"), che viene considerata una risposta a questi fatti, di cui rifiuta di parlare.
Nel 2005 esce il suo ultimo album, Yenna-d Umghar ("Il vecchio saggio ha detto"), in cui si osserva come la saggezza che canta nelle sue canzoni sia attinta presso la gente comune che gli vive accanto. Il pezzo più lungo dell'album (8' 22") è Assendu n waman ("Venditori di fumo") che denuncia al contempo i manipolatori d'opinione che hanno cariche ufficiali, ma anche tutte le voci "ufficiose", faziose, spesso fatte circolare da questo o quel partito politico. Lounis rileva che i venditori di fumo «vengono, prometton. E tornano, dimenticano. E dicono 'è così che si deve fare'». Non viene risparmiato nessun attore politico, ed è proprio questo che alcuni rimproverano a Aït Menguellet: la sua mancanza di "impegno". Al che egli risponde di non avere la vocazione del cantante impegnato. Lui è un umanista, un ribelle, osservatore e portavoce della gente comune, degli umili di tutte quelle voci, schiacciate da ogni forma di egemonia, che non hanno mai la possibilità di esprimersi. Da questo punto di vista, si potrebbe osservare una certa affinità, nel mondo della canzone italiana, con Giorgio Gaber, impegnato sì nel denunciare con rara sensibilità tanti aspetti della società, ma mai "allineato" con questo o quel partito politico.

## Discografia
La discografia di Lounis Aït Menguellet comprende in totale più di 200 canzoni. Per questo la lista che segue è inevitabilmente parziale.
- 1967-1975: Periodo dei 45 giri, circa 70 titoli.
- 1976: Anidha thedjam ammi (Luzine akham)
- 1978: A aâthar
- 1979: Ayagou
- 1981: Amdjahed (Ali d Ouali)
- 1982: Amachahu
- 1983: Almusiw
- 1983: Ammi
- 1984: Akbayli
- 1984: Arrac lezzayer
- 1986: Asefru
- 1987: «Les années d'or» ("Gli anni d'oro"): 48 titoli, ripresi in 6 volumi dai 45 giri
- 1988: Achimi
- 1990: Avrid n temzi
- 1992: Akw nikhdaa Rebbi
- 1993: Awal
- 1995: Iminig egguid
- 1997: Siwliyid thamacahutt
- 1997: Ettes Ettes
- 1999: Inagan
- 2000: Askouti
- 2001: Inasen
- 2005: Yennad Umghar
- 2010: Tawriqt tacebhant